# Chachapoia
```
   |-
       |
Erro:
:  
valor não especificado para "
nome_comum
"
```

A Cultura Chachapoya ou Chachapoia é uma cultura arqueológica do antigo Peru que se desenvolveu na região peruana do Amazonas durante o período Horizonte Medio (700 - 1200) e o Período Intermediário Tardio (1000 - 1476). O Império Inca conquistou sua civilização pouco antes da conquista espanhola no século XVI. Na época da chegada dos conquistadores , os Chachapoias eram uma das muitas nações governadas pelos Incas, embora sua incorporação fosse difícil devido à sua grande resistência. Foram conquistados por Túpac Yupanqui, mas logo se rebelaram no governo de seu sucessor Huayna Capac, até que foram finalmente submetidos por este mesmo Inca.

## Etimologia
O nome Chachapoia foi dado a esta cultura pelos Incas. O nome que esse povo usavam para se referir a si mesmos não é conhecido. O significado da palavra Chachapoias é derivado da expressão quíchua sach'a phuyu ( sach'a = árvore,  phuyu = nuvem  ) que significa "floresta de nuvens", outra alternativa é que pode ter vindo da expressão sach'a-p-qulla ( sach'a = árvore, p = da, qulla = excelência  )  como eram chamados os Collas, nome de um reino pré-Inca da região de Puno que os Incas usaram como um termo coletivo para os habitantes das margens do lago Titicaca ), no contesto geral eram reconhecidos como guerreiros das nuvens .

## Geografia

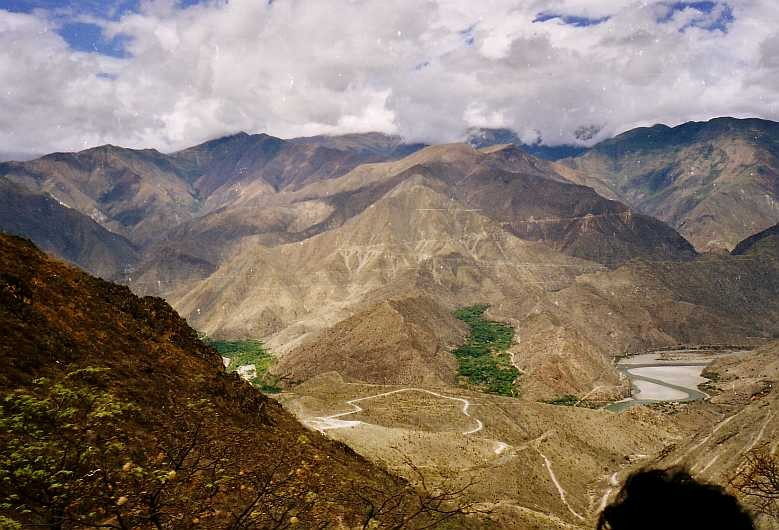
Vale do rio Marañón

O território dos Chachapoias estava localizado nas regiões setentrionais dos Andes, no atual Peru. Abrangeu a região triangular formada pela confluência do Rio Marañón e do Rio Utcubamba na província de Bagua, até a bacia do Rio Abiseo, onde se localiza o Gran Pajáten. Este território também incluiu as terras ao sul até o Rio Chuntayaku, ultrapassando os limites da atual Região do Amazonas ao sul. Mas o centro da cultura Chachapoia era a bacia do Rio Utcubamba. Devido ao grande tamanho do Rio Marañón e ao terreno montanhoso circundante, a região era relativamente isolada da costa e de outras áreas do Peru.
Inca Garcilaso de la Vega observou que o território dos Chachapoias era tão extenso que poderíamos facilmente chamá-lo de reino, porque tem mais de cinqüenta léguas de comprimento por vinte léguas de largura, sem contar o caminho até Moyobamba, que leva trinta longas léguas mais (...) 
A área habitada pelos Chachapoias é chamada às vezes de "Andes Amazônicos" por ser parte de uma cordilheira coberta por uma densa floresta tropical.  Os Andes Amazônicos constituem o flanco oriental dos Andes. A região estendeu-se desde os contrafortes da cordilheira até altitudes onde as florestas primárias ainda conseguem sobreviver, normalmente até os 3.500 metros. Os Chachapoias desenvolveram sua cultura em terrenos situados entre 2.000 e 3.000 metros de altura.

## História
Apesar de achados arqueológicos indicarem que houve assentamentos na região a partir do ano 200, a Cultura Chachapoia começou a surgir em torno do ano 800. Os centros urbanos mais importantes, tais como Kuelap e Gran Pajáten , adotaram medidas defensivas, como fortificações, para repelir os ataques dos Huari.
Várias pistas indicam que os Chachapoias tinham uma pele de cor mais clara do que os outros nativos da região o que levou a alguns estudiosos teorizarem sobre a ascendência européia de seus membros  .  De acordo com a análise dos objetos Chachapoias feitos pela Expedição Antisuyo do Instituto de Arqueología Amazónica, os Chachapoias não apresentavam uma tradição cultural amazônica, mas tinham uma tradição mais parecida com as culturas andinas. Dentro destas análises se percebeu que o terreno facilitava a especiação peripátrica, como evidenciado pela alta biodiversidade da região andina, send assim os atributos físicos dos Chachapoias refletem , provavelmente , os efeitos fundadores, como  o acasalamento assortivo e / ou fenômenos relacionados numa população inicialmente pequena, que tenha compartilhado um antepassado comum relativamente recente com outros grupos indígenas.
Os sarcófagos antropomórficos assemelham-se a imitações de feixes funerários providos de máscaras de madeira típicas do Período Horizonte Médio, cuja cultura era dominante tanto na costa como nas terras altas era conhecida como Cultura Tiauanaco-Huari . Os mausoléus podem ser formas modificadas do chullpa ou pucullo , elementos da arquitetura funerária observados ao longo dos Andes, especialmente na Cultura Tiauanaco-Huari.
A expansão da população aos Andes amazônicos aparentemente foi impulsionada pelo desejo de expandir suas terras cultiváveis, como evidenciado por extensos terraços em toda a região. Os ambientes agrícolas dos Andes e da região costeira , caracterizados por suas extensas áreas desérticas e solo limitado adequado para a agricultura, tornou-se insuficiente para sustentar sua população.
Ao longo do século XV, uma série de conflitos fez com que o nascente Império Inca subjugasse os Chachapoias. Por isso, quando os espanhóis invadiram o Peru, a maioria dos “guerreiros das nuvens” apoiaram os europeus, facilitando a derrota dos incas. 
O domínio espanhol, no entanto, trouxe pouquíssimas vantagens para os Chachapoias, que perderam sua independência política da mesma forma que tinham perdido para os Incas. Além disso sofreram muito com as  epidemias trazidas pelos europeus. Calcula-se que, depois de 200 anos sob a Coroa espanhola, a população desse povo tenha se reduzido a só 10% do total pré-colombiano. 
O principal vestígio arqueológico dos Chachapoias é a grande fortaleza de Kuélap (Kuelap), conhecida como a "Machu Picchu do norte", que recebe poucos visitantes por ser de difícil acesso.